# Roberta Ammendola
Roberta Ammendola (Salerno, 2 giugno 1977) è una giornalista e conduttrice televisiva italiana.

## Biografia
È laureata in Scienze della Comunicazione, ha conseguito un master in lingua inglese presso il British Council.
Inizia la sua carriera nel campo del giornalismo collaborando con un giornale e una televisione locale, situati nella periferia settentrionale di Napoli.
Nel 2000 è diventata giornalista professionista e ha cominciato a lavorare come redattrice presso il quotidiano L'Avanti!, che ha lasciato nel 2004 per entrare in Rai.
Nel 2005 ha ideato e diretto lo spettacolo teatrale MusicCall.
Sempre nel 2005, ha assunto il ruolo di autrice di testi presso la redazione di Radio Anch'io e Baobab, una posizione che ha mantenuto fino al 2006. Successivamente, nello stesso anno, si è trasferita svolgendo gli stessi incarichi alla redazione di GR Parlamento, dove nel 2008 ha preso la conduzione della rubrica Il Parlamento e le Arti in onda il sabato, sostituendo Francesca Cecchini.
Nel 2010 sbarca nel piccolo schermo conducendo il TGR Lazio e Buongiorno Regione. Dal 12 settembre 2020 al 4 giugno 2022 ha condotto assieme a Pino Strabioli Il caffè di Rai 1. Dal 6 giugno 2022 al 9 settembre 2022, ha ricoperto il ruolo di inviata per la trasmissione televisiva Unomattina Estate.
Dal 19 settembre 2022 conduce su Rai Italia il programma Casa Italia, dove racconta storie dalle comunità italiane all'estero. Dal 25 settembre 2023 al 7 giugno 2024 conduce il contenitore mattutino di Rai News 24 Mattina 24.

## Programmi televisivi
- TGR Lazio (Rai 3, 2010-) conduttrice
- Buongiorno Regione Lazio (Rai 3, 2010-) conduttrice
- Il caffè di Raiuno (Rai 1, 2020-2022) conduttrice
- Unomattina estate (Rai 1, 2022) inviata
- Casa Italia (Rai Italia, 2022-) conduttrice
- Mattina 24 (Rai News 24, 2023-2024) conduttrice

## Programmi radiofonici
- Radio anch'io (Rai Radio 1, 2005-2006) autrice testi
- Baobab (Rai Radio 1, 2005-2006) autrice testi
- Rai Gr Parlamento (2006-2008) autrice testi
- Il Parlamento e le Arti (Rai Gr Parlamento, 2008) conduttrice